# Pokojec
 Pokojec  falu Horvátországban Krapina-Zagorje megyében. Közigazgatásilag Budinščinához tartozik.

## Fekvése
Krapinától 28 km-re keletre, községközpontjától 6 km-re északkeletre a Horvát Zagorje területén az Ivaneci-hegység délkeleti részén fekszik.

## Története
Kis hegyi település. Lakosságát 1931-ben számlálták meg először, ekkor 110-en lakták. 2001-ben 12 lakosa volt.

## Külső hivatkozások
Budinščina község hivatalos oldala